# Нескінченність (фільм, 2021)
«Нескінченність» (англ. Infinite) — американський фантастичний фільм Антуана Фукуа. У головній ролі: Марк Волберг.

## Сюжет
Таємне товариство з допомогою реінкарнації століттями фактично пише історію людства. І раптом психічно хворий чоловік Еван МакКолі дізнається про це товариство і починає усвідомлювати, що його галюцинації є нічим іншим, як відгомоном минулих втілень.

## У ролях
| Актор                          | Роль                               |
| ------------------------------ | ---------------------------------- |
| Марк Волберг                   | Еван МакКолі / Генріх Тредвей 2020 |
| Ділан О'Браєн                  | Генріх Тредвей 1985                |
| Чиветел Еджіофор               | Отто Батгерст 2020                 |
| Софі Куксон                    | Нора Брайтман                      |
| Йоуханнес Хьойкюр Йоуханнессон | Ковіч Ітон                         |
| Руперт Френд                   | Отто Батгерст 1985                 |
| Джейсон Мандзукас              | Артізан                            |
| Том Г'юз                       | Ейбл                               |
| Жуана Рібейру                  | Ліона                              |
| Кае Александер                 | Трейс                              |

## Сприйняття
Фільм отримав негативні відгуки критиків, які відмітили погану гру акторів та сценарій, причому деякі порівнювали проєкт із «Матрицєю» та подібними, кращими за нього фільмами. «Нескінченність» номінована у трьох категоріях премії «Золота малина»: найгірший фільм, найгірший актор (Волберг) та найгірша акторка другого плану (Куксон). До списку найгірших фільмів 2021 року його також зарахували різні популярні видання.
На сайті агрегатора рецензій Rotten Tomatoes «свіжість» фільму складає 17 % на основі 83 відгуків критиків із середньою оцінкою 4,1/10. Консенсус критиків сайту звучить так: «Спочатку інтригуючий науково-фантастичний трилер, який швидко переходить у непослідовність, „Нескінченність“ настільки ж безглуздий, наскільки й несуттєвий». Відповідно до Metacritic, який присвоїв середньозважену оцінку 28 зі 100 на основі 27 критиків, фільм отримав «змішані або середні відгуки» глядачів (на основі 98 відгуків із середньою оцінкою 4,8/10).